# ラ・サル (ヴォージュ県)
ラ・サル(La Salle)はフランス北部、グラン・テスト地域圏、ヴォージュ県のコミューンである。1999年の人口は3百人。